# Tom Ripley
Tom Ripley è il personaggio protagonista del romanzo Il talento di mister Ripley di Patricia Highsmith e comparirà in altri quattro romanzi: Il sepolto vivo, L'amico americano, Il ragazzo di Tom Ripley e Ripley sott'acqua.

## Personalità
La Highsmith caratterizza Ripley come un "garbato, gradevole e assolutamente amorale" artista della truffa; un omicida che sfugge sempre alla giustizia.
Ripley è epicureo e sofisticato, vivendo una vita di tempo libero in Francia. Ne dedica la maggior parte al giardinaggio, alla pittura, oppure allo studio delle lingue. Tutto questo è possibile poiché finanziato dal denaro dell'eredità di Dickie Greenleaf, da un piccolo reddito della Galleria Buckmaster e dal ricco padre di sua moglie.

## Psicologia
Ripley è ritratto come privo di coscienza. Egli stesso ammette di non essere stato mai seriamente turbato dal senso di colpa anche se, talora, avverte "rammarico" per i suoi primi omicidi. Sull'omicidio di Dickie Greenleaf si esprime come di «un giovane e terribile errore»; quello di Freddie Miles lo definisce invece «stupido» e «inutile». Non riesce a ricordare il numero delle sue vittime.

## Interpretazioni cinema e televisione
- Alain Delon, in Delitto in pieno sole (Plein soleil) di René Clément, 1960.
- Dennis Hopper, in L'amico americano (Der Amerikanische Freund) di Wim Wenders, 1977.
- Matt Damon, in Il talento di Mr. Ripley (The Talented Mr. Ripley) di Anthony Minghella, 1999.
- John Malkovich, in Il gioco di Ripley (Ripley's Game) di Liliana Cavani, 2002.
- Barry Pepper, in Il ritorno di Mr. Ripley (Ripley Under Ground) di Roger Spottiswoode, 2005.
- Andrew Scott, in Ripley (Ripley) di Steven Zaillian, 2024.